# Krupki
Krupki (bělorusky Крупкi, rusky Крупки) jsou město v Minské oblasti v Bělorusku. K roku 2017 měly zhruba 8,5 tisíce obyvatel a byly správním střediskem svého rajónu.

## Poloha a doprava
Krupki leží na Bobru, přítoku Bereziny v povodí Dněpru. Od Minsku, hlavního města, jsou vzdáleny přibližně 120 kilometrů severovýchodně.
Jižním okrajem města prochází železniční trať z Minsku do Orši.

## Dějiny
První zmínka o Krupkách je z roku 1575. Od roku 1991 jsou Krupki městem.